# Josef Ziegelmeyer
Josef Ziegelmeyer (* 30. September 1855 in Langenbrücken; † 1. Mai 1928 ebenda) war ein deutscher Landwirt, Bürgermeister und badischer Landtagsabgeordneter.

## Leben
Ziegelmeyer ging bis zum 14. Lebensjahr in die Katholische Volksschule in Langenbrücken. Nach Abschluss der Schule arbeitete er ab 1869 im elterlichen Landwirtschaftsbetrieb mit und übernahm ihn später. Ab 1902 war er ehrenamtlicher Bürgermeister von Langenbrücken, ab 1921 besoldeter Bürgermeister. Ziegelmeyer wurde zweimal für je neun Jahre als Bürgermeister wiedergewählt. Die letzte Amtsperiode von 1920 bis 1929 konnte er nicht zu Ende führen, da er 1927 krankheitshalber zurücktrat.

## Politik
Neben der Tätigkeit als Bürgermeister war Ziegelmeyer für den Amtsbezirk Bruchsal ehrenamtliches Mitglied der badischen Landwirtschaftskammer von 1907 bis 1921. Die Landwirtschaftskammer war eine Interessenvertretung der Land- und Forstwirtschaft gegenüber den badischen Behörden.
Von 1909 bis 1918 wurde Ziegelmeyer als Mitglied des Zentrums ehrenamtlicher Abgeordneter des Badischen Landtags in Karlsruhe. Nach dem Ersten Weltkrieg war er ab 1919 Mitglied der Badischen Nationalversammlung, die für das Land Baden eine demokratische Verfassung beschloss, und von 1921 wurde er für vier Jahre in den demokratischen Landtag in Karlsruhe gewählt. Bei der Landtagswahl von 1925 trat er aus Altersgründen nicht mehr an.

## Wirken
In seiner Landtagstätigkeit setzte sich Ziegelmeyer verstärkt für die Landwirtschaft, während des Ersten Weltkrieges für die kriegsgeschädigte Landwirtschaft, besonders für die Hopfen- und Tabakanbauer ein. Auch unterstützte er verschiedene Nebenbahnprojekte, die aber vor dem Ersten Weltkrieg und auch danach wegen Geldmangels scheiterten, z. B. das einspurige Nebenbahnprojekt von Mingolsheim bzw. Langenbrücken nach Östringen.
Viel Prominenz kam zu seinem Begräbnis am 3. Mai 1928 auf den Langenbrückener Friedhof: Bürgermeister, Landtags- und Reichstagsabgeordnete und nicht zuletzt Landtagspräsident Eugen Baumgartner und Landesjustizminister Gustav Trunk. Am Grab würdigten Langenbrückens Bürgermeister Franz Josef Kuhn und Landtagspräsident Eugen Baumgartner die besonderen Verdienste Ziegelmeyers. Das Grab Ziegelmeyers besteht heute noch in einem gepflegten Zustand auf dem Friedhof in Bad Schönborn, Ortsteil Bad Langenbrücken.